# Pho mát hun khói

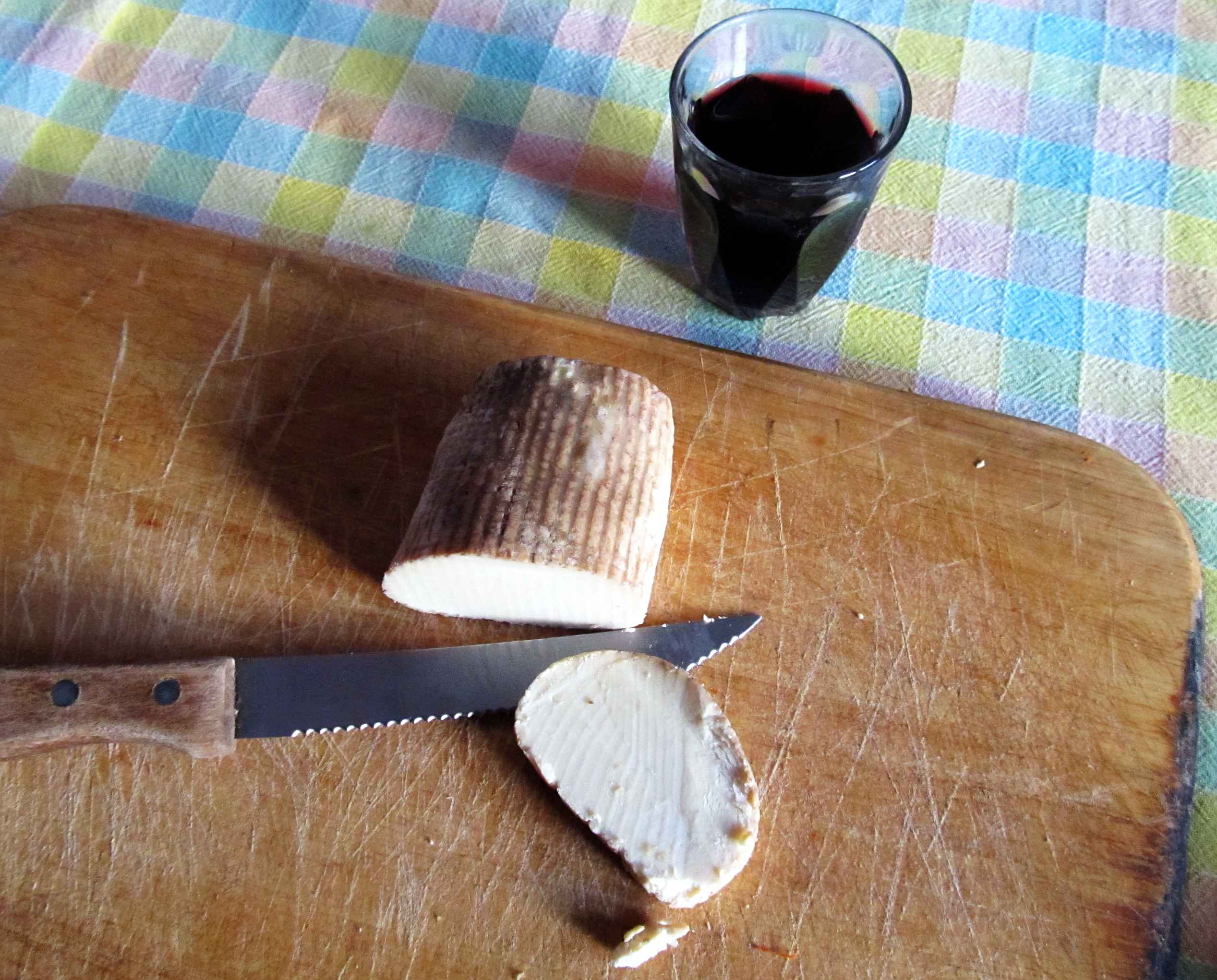
Pho mát ricotta hun khói từ La Sila, Calabria, Ý

Pho mát hun khói là pho mát đã được xử lý đặc biệt bằng việc hun khói. Nó thường có vỏ ngoài màu vàng nâu mà đó là kết quả của quá trình đóng rắn này.

## Quá trình hun khói
Việc hun khói thường được thực hiện theo một trong hai cách: hun khói lạnh hoặc hun khói nóng. Phương pháp hun khói lạnh (có thể mất đến 1 tháng, tùy thuộc vào loại thực phẩm) hun khói thực phẩm ở nhiệt độ từ 20 đến 30 độ C (68 và 86 độ F). Hun khói nóng làm chín thực phẩm một phần hoặc hoàn toàn bằng cách xử lý thực phẩm ở nhiệt độ từ 40 đến 90 độ C (104 đến 194 độ F).
Một phương pháp khác, thường được sử dụng trong các loại phô mai rẻ tiền hơn, là sử dụng nước xông khói nhân tạo để tạo cho pho mát có hương vị khói và màu thực phẩm để tạo cho bên ngoài có vẻ như được hun khói theo cách truyền thống hơn.

## Các loại pho mát hun khói phổ biến
Một số loại pho mát hun khói thường được sản xuất và bán bao gồm pho mát Gruyère hun khói, Gouda hun khói (rookkaas), Provolone, Rauchkäse, Scamorza, Sulguni, Oscypek, Fynsk rygeost, và Cheddar hun khói.

## Hình ảnh về một số loại pho mát hun khói

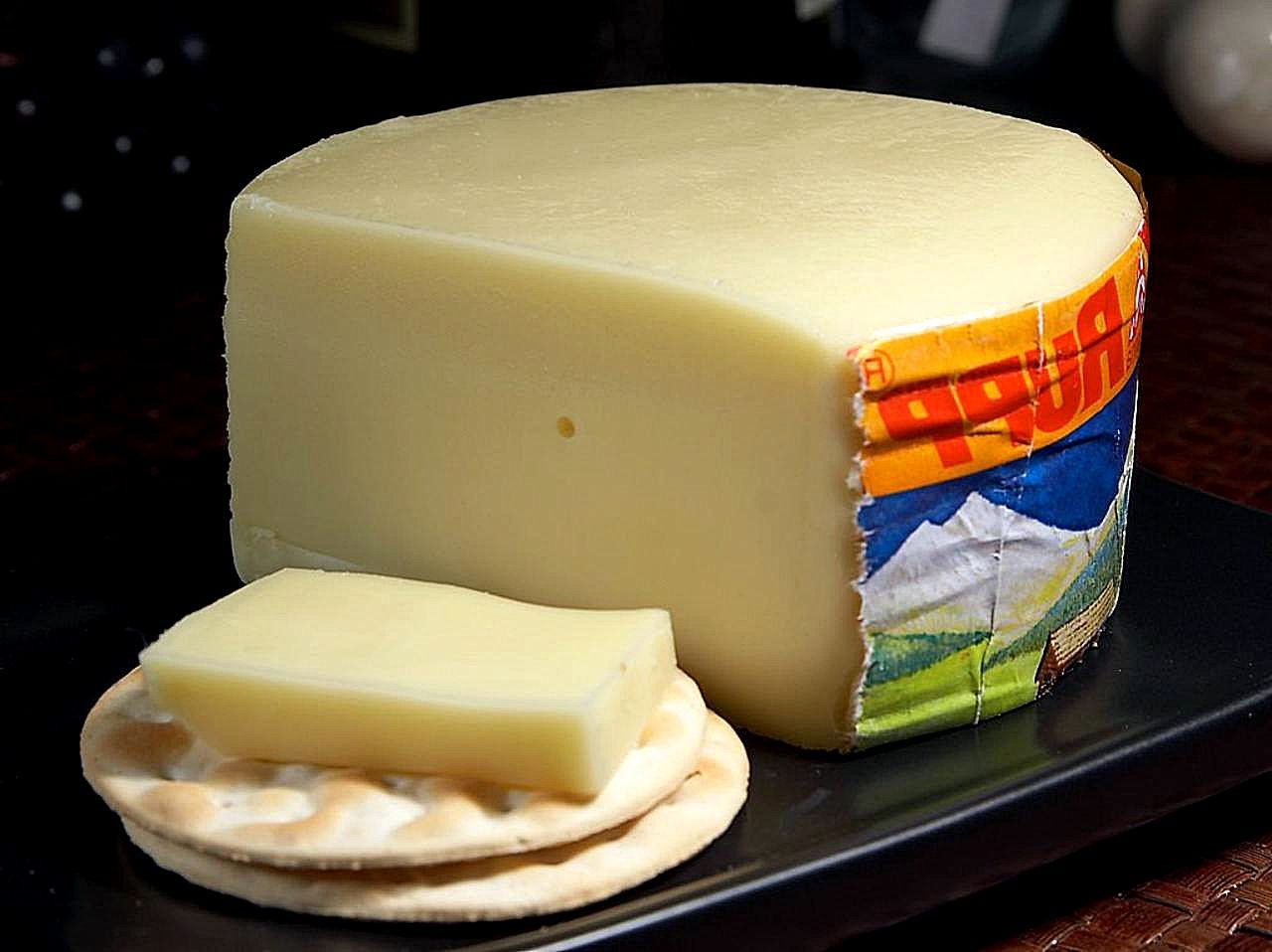
Pho mát Áo hun khói
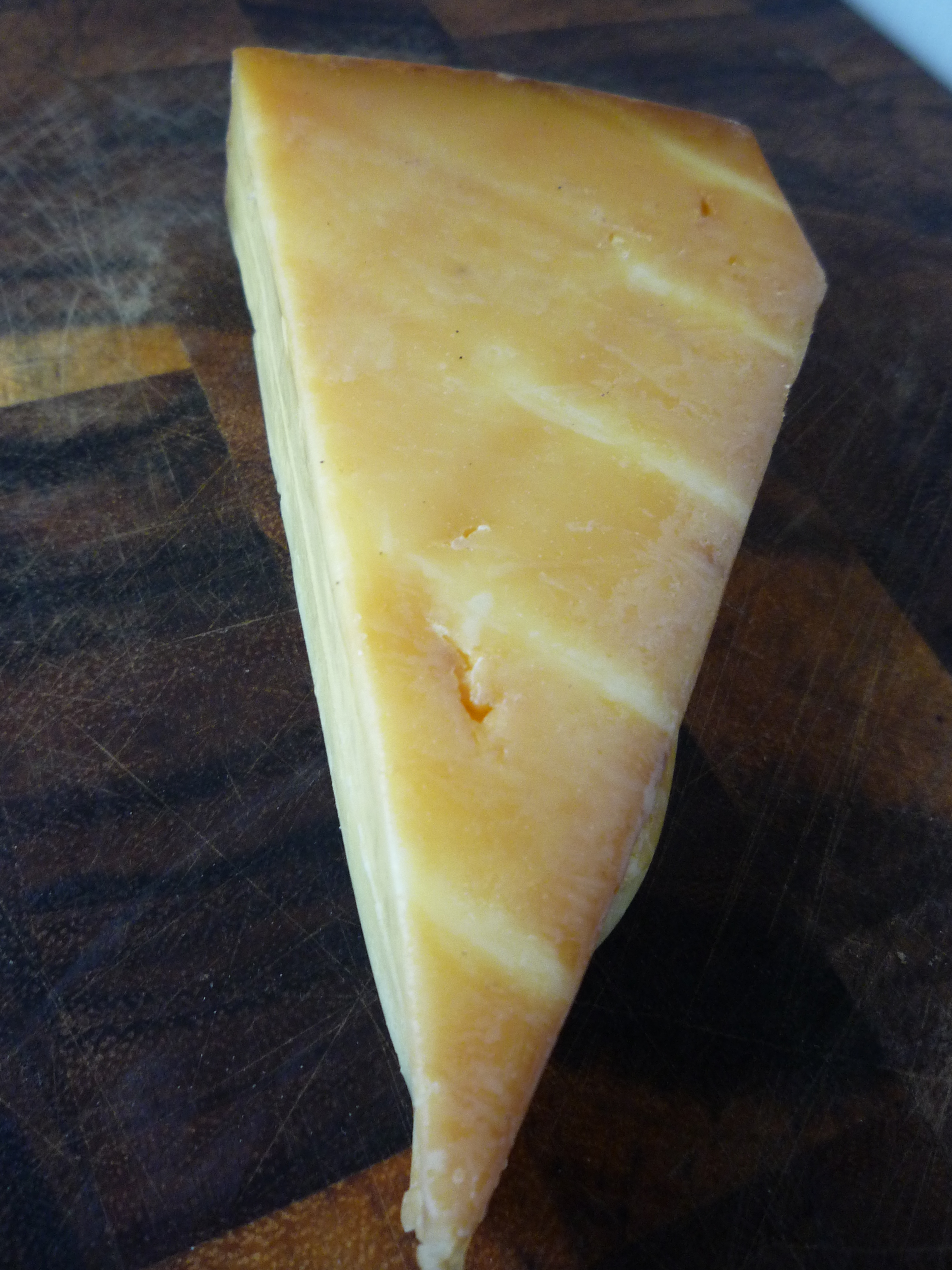
Pho mát Lincolnshire Poacher hun khói
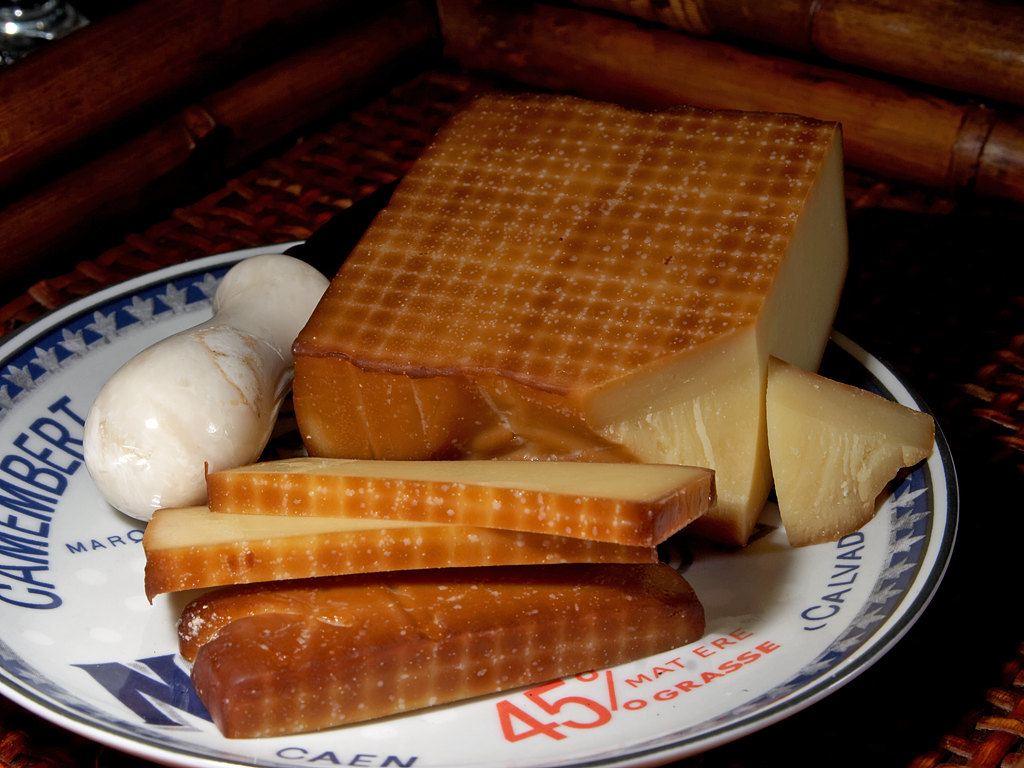
Pho mát Gruyère hun khói
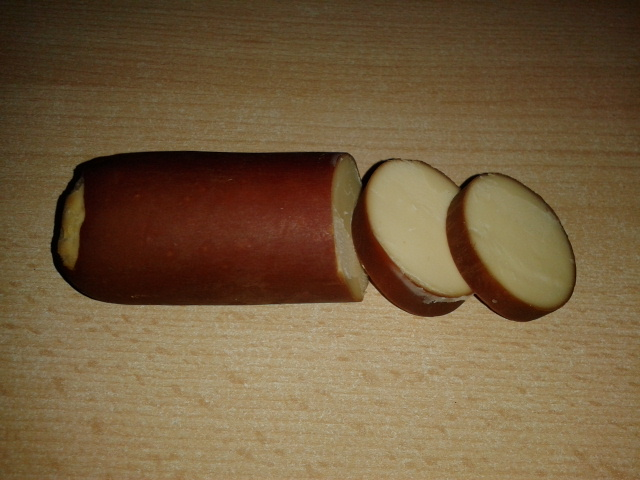
Pho mát hun khói ở Hà Lan
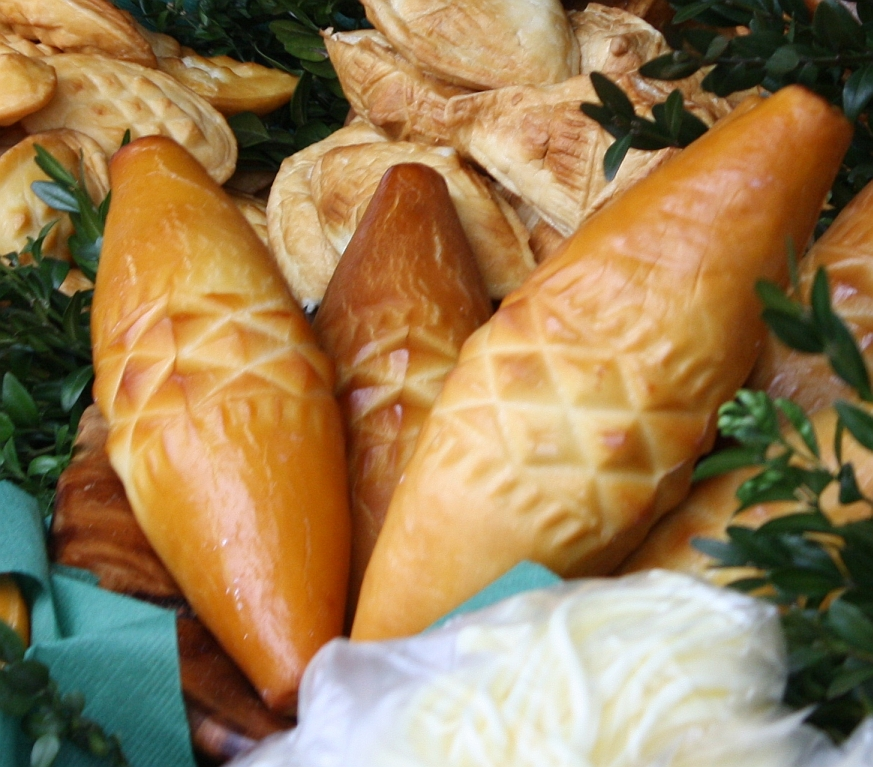
Pho mát oscypek hun khói của Ba Lan